# Rhizopulvinaria
Rhizopulvinaria är ett släkte av insekter. Rhizopulvinaria ingår i familjen skålsköldlöss.

## Dottertaxa tillRhizopulvinaria, i alfabetisk ordning[1]
- Rhizopulvinaria arenaria
- Rhizopulvinaria armeniaca
- Rhizopulvinaria artemisiae
- Rhizopulvinaria dianthi
- Rhizopulvinaria ericae
- Rhizopulvinaria gracilis
- Rhizopulvinaria grandicula
- Rhizopulvinaria grassei
- Rhizopulvinaria halli
- Rhizopulvinaria hissarica
- Rhizopulvinaria maritima
- Rhizopulvinaria megriensis
- Rhizopulvinaria minima
- Rhizopulvinaria narzykulovi
- Rhizopulvinaria nevesi
- Rhizopulvinaria polispina
- Rhizopulvinaria pyrethri
- Rhizopulvinaria quadrispina
- Rhizopulvinaria retamae
- Rhizopulvinaria rhizophila
- Rhizopulvinaria saxatilis
- Rhizopulvinaria saxosa
- Rhizopulvinaria solitudina
- Rhizopulvinaria spinifera
- Rhizopulvinaria transcaspica
- Rhizopulvinaria turkestanica
- Rhizopulvinaria turkmenica
- Rhizopulvinaria ucrainica
- Rhizopulvinaria variabilis
- Rhizopulvinaria virgulata
- Rhizopulvinaria viridis
- Rhizopulvinaria zaisanica
- Rhizopulvinaria zygophylli